# Genendijk
Genendijk is een gehucht in de Belgische gemeente Ham, behorend tot deelgemeente Kwaadmechelen. Genendijk ligt ruim 1 km ten noorden van Tessenderlo.
Tussen deze twee plaatsen in ligt de vallei van de Grote Beek, waar ook een moerassig natuurgebied te vinden is. Ten noorden van Genendijk ligt het dal van de Kleine Laak. Etymologisch betekent Genendijk dan ook "aan de andere kant van de dijk".
- Ten oosten van Genendijk bevindt zich de Kepkensberg, een bijna 43 m hoge getuigenheuvel waar men ijzerzandsteen aantreft.

- De parochiekerk is de Onze-Lieve-Vrouw Tenhemelopnemingskerk, een neoclassicistische zaalkerk uit 1840.

- In het Albertkanaal bevindt zich het Sluizencomplex Genendijk, dat een verval van 10 meter overbrugt.

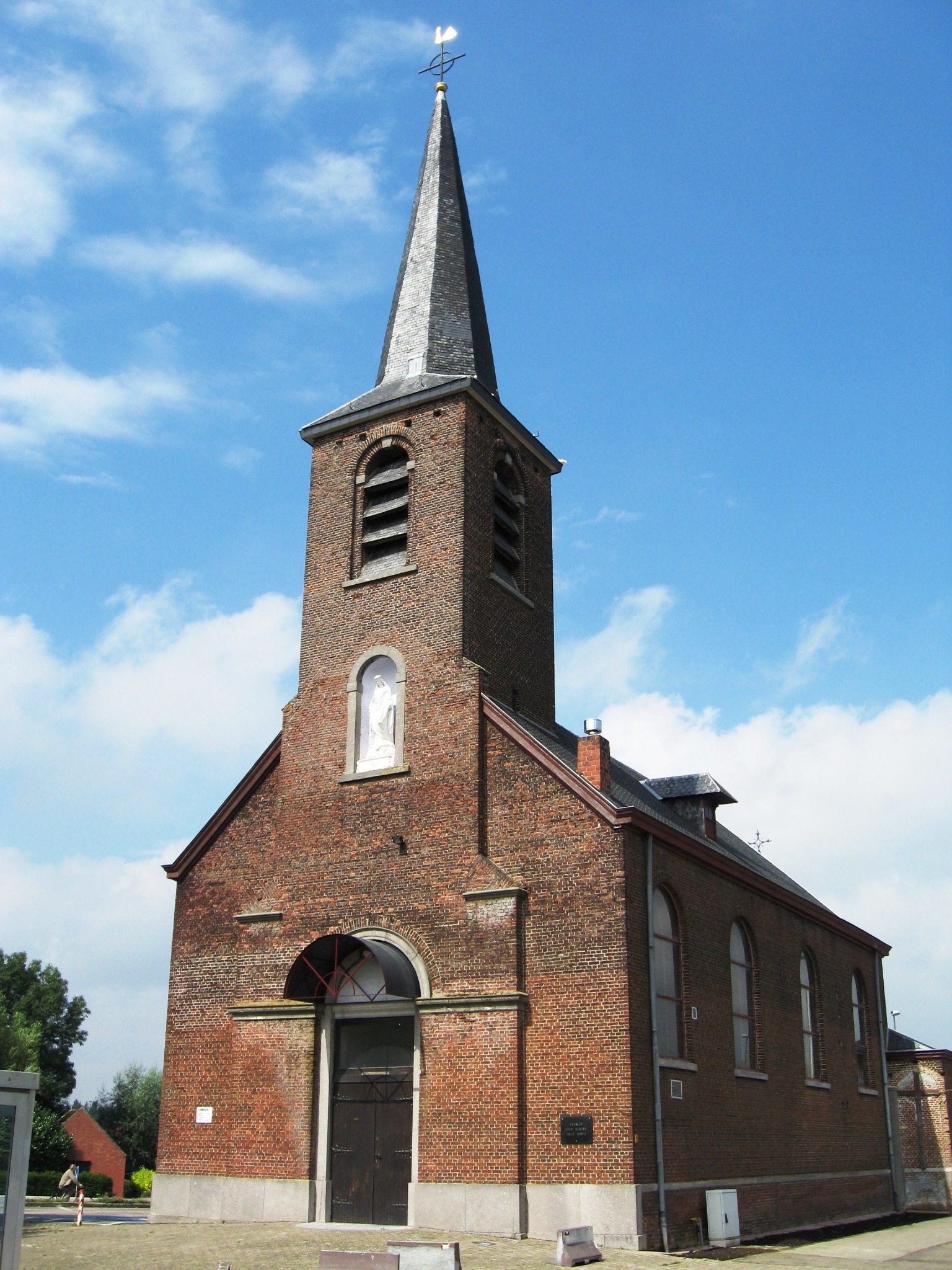
De Onze-Lieve-Vrouw Tenhemelopnemingskerk van Genendijk

## Nabijgelegen kernen
Gestel, Meerlaar, Tessenderlo, Kwaadmechelen
Deelgemeenten: Kwaadmechelen · Oostham · Tessenderlo

Overige kernen: Berg · Engsbergen · Genebos · Genendijk · Hulst · Schoot

Belgische gemeenten · Arrondissement Hasselt · Limburg · Vlaanderen